# Sam doma 2: Izgubljen v New Yorku
Sam doma 2: Izgubljen v New Yorku je ameriška božična komedija iz leta 1992, ki jo je režiral Chris Columbus, napisal scenarij in produciral pa John Hughes. Je nadaljevanje filma Sam doma (1990) in je drugi film v franšizi Sam doma. V filmu igrajo Macaulay Culkin, Joe Pesci, Daniel Stern, John Heard, Tim Curry, Brenda Fricker in Catherine O'Hara. Glavni lik v filmu je 10-letni Kevin McCallister (Macaulay Culkin), ki je na počitnicah ločen od svoje družine. 
Hughes je končal pisanje filma februarja 1991, potem ko je podpisal pogodbo o šestih slikah z 20th Century Fox. Culkinova vrnitev je bila potrjena maja istega leta, ostala igralska zasedba pa je bila kmalu zatem potrjena. Snemanje filma je potekalo med decembrom 1991 in majem 1992 in je bilo izvedeno na lokacijah v Illinoisu in New Yorku, vključujoč Rockefellerjev center in prvotni Svetovni trgovinsku center. 
Film Sam doma 2: Izgubljeni v New Yorku je bil v ZDA v kinematografih premierno predvajan 20. novembra 1992. Prejel različne ocene; Medtem ko so bile predstave močno pohvaljene, so bile kritike usmerjene v njegov temnejši ton, uporabo nasilja in podobnosti s prvim filmom. Film je po vsem svetu zaslužil več kot 359 milijonov dolarjev in postal tretji najbolj gledani film leta 1992, za Telesnim stražarjem in Aladinom. Leta 1997 je izšlo nadaljevanje z novo zasedbo, Sam doma 3.

## Vsebina
Družina McCallister se pripravlja na preživetje božiča v Miamiju in se zbere v domu Petra in Kate v Chicagu. Njun najmlajši sin Kevin meni, da je Florida zaradi pomanjkanja snega in božičnih dreves v nasprotju z božičem. Na šolskem tekmovanju, med Kevinovim solo petjem, se njegov brat Buzz norčuje iz njega, in ko Kevin to opazi, se mu maščuje tako, da ga porine, zaradi česar uniči tekmovanje. Buzz nato doma pove lažno opravičilo, kar družina sprejme in zameri Kevinu, ko pravi, da se mu je maščeval, ker ga je Buzz ponižal. Kevin užali svojo družino, ker verjame v bratove laži, ter odide na podstrešje, kjer si želi, da bi bil sam na dopustu. Naslednji dan družina po nesreči zaspi in znova hiti na letališče.
Na letališču Kevin zaradi velike gneče izgubi izpred oči svojo družino in se s Petrovimi stvarmi nehote vkrca na letalo proti New Yorku. Po prihodu v New York se Kevin odloči za ogled mesta. V centralnem Parku se Kevin prestraši brezdomke strogega videza, ki skrbi za golobe. 
Kevin kmalu odide v hotel Plaza in se s Petrovo kreditno kartico prijavi v sobo kot Peter, njegov oče. Medtem lepljiva razbojnika Harry in Marv na skrivaj v tovornjaku za prevoz rib odpotujeta v New York, potem ko sta pred kratkim pobegnila iz zapora v Chicagu. Takoj začneta iskati novo tarčo za ropanje. 
Na božični večer Kevin obišče trgovino z igračami, kjer sreča njenega človekoljubnega lastnika, gospoda Duncana. Kevin izve, da bo izkupiček od božične razprodaje v trgovini namenjen otroški bolnišnici, in zagotovi donacijo. V znak hvaležnosti gospod Duncan poda Kevinu par keramičnih grlic kot darilo in mu naroči, naj eno podari drugi osebi kot gesto večnega prijateljstva. Ko odide iz trgovine, se ustavi pred vhodom ter sreča Harryja in Marva. Kevin takoj steče nazaj v Hotel Plaza. V hotelu se receptorji soočijo s Kevinom glede kreditne kartice, za katero so poročali, da je bila ukradena. S predvajanjem filma o streljanju serijskega morilca Kevin pobegne iz hotela, vendar ga Harry in Marv ujameta na zasilnem izhodu iz hotela. Oba se pohvalita s svojim načrtom, da bosta ubila Kevina in vdrla v trgovino z igračami ob polnoči, vendar Kevinu uspe pobegniti s pomočjo manekenke. 
Po pristanku v Miamiju družina McCallister ugotovi, da je Kevin pogrešan, in vloži policijsko poročilo. Potem ko policija izsledi »ukradeno« kreditno kartico, družina takoj odleti v New York. Medtem se Kevin odpravi v stričevo mestno hišo, le da jo najde prazno in v fazi prenove. V Central Parku Kevin sreča golobjo gospo in se sčasoma spoprijatelji. Odpravita se v Carnegie Hall, kjer mu ženska razloži, kako se ji je življenje sesulo, ko jo je zapustil mož; Kevin jo spodbuja, naj spet zaupa ljudem. Potem ko sliši njen nasvet, naj stori dobro dejanje, da bi odstranil slaba dejanja, se odloči preprečiti Harryju in Marvu, da bi oropala trgovino z igračami.  
Nato Kevin stričevo hišo opremi s pastmi ter med Harryjevim in Marvovim ropom prispe v trgovino z igračami, ju fotografira in z velikim kamnom razbije okno trgovine, da bi sprožil alarm. Nato ju zvabi v mestno hišo, kjer se sprožijo pasti in oba utrpita različne poškodbe. Potem ko odidejo iz hiše, oba iščeta Kevina na ulici zunaj mestne hiše, ta pokliče policijo ter zvabi Harryja in Marva v Central Park, kjer ga ujameta po padcu na ledu. V parku Harry vzame pištolo in drži Kevina pred njo z namenom, da ga bo ustrelil, vendar mu to prepreči golobja gospa, ki Harryju in Marvu vrže vedro ptičjega semena, s čimer privabi ogromno jato golobov, ki ju onesposobi. Kevin nato sproži ognjemet, da signaliziral policiji, ki s strelom prestraši golobe in aretira Harryja in Marva. V trgovini z igračami gospod Duncan najde Kevinov zapisek, ki pojasnjuje razbitje šipe zaradi ropa. Družina prispe v New York in Kate, ki se spomni Kevinove naklonjenosti do božičnih dreves, ga najde, ko si ta nekaj zaželi pred božičnem drevesom Rockefellerjevega centra. 
Na božični dan v hotel McCallisterjev prispe tovornjak brezplačnih daril, ki jih pošlje hvaležni gospod Duncan. Kevin se sreča s svojo družino z njo odpre darila, nato pa odide v Central Park, da bi golobji gospe podaril drugo grlico, s čimer utrdi njuno prijateljstvo. Medtem v hotelu receptor da Buzzu račun in razkrije, da je Kevin za sobno strežbo Kevin porabil 967 $ (2021 ekvivalent 1915 $), zaradi česar se Peter razjezi, Kevin pa nato pobegne nazaj v hotel.

## Vloge
- Macaulay Culkin kot Kevin McCallister
- Joe Pesci kot Harry
- Daniel Stern kot Marv
- John Heard kot Peter McCallister
- Catherine O'Hara kot Kate McCallister
- Brenda Fricker kot gospodinja z golobi
- Tim Curry kot g. Hector, receptor[1][2]
- Rob Schneider kot prenašalec pritljage Cedric v hotelu Plaza
- Devin Ratray kot Buzz McCallister
- Dana Ivey kot receptorka Hester Stone
- Eddie Bracken kot direktor trgovine z igračami Mr. Ducan
- Gerry Bamman kot stric Frank
- Kieran Culkin kot Fuller McCallister, Kevinov mlajši bratranec
- Ralph Foody kot serijski morilec Johnny iz filma Angels with Filthy Souls
- Angela Goethals kot Linnie, Kevinova starejša sestra
- Hillary Wolf kot Megan McCallister, Kevinova starejša sestra
- Michael C. Maronna kot Jeff McCallister, Kevinov starejši brat
- Kristin Minter kot Heather McCallister, Kevinov starejši bratranec
- Daiana Campeanu kot Sondra McCallister, Kevinova starejša sestrična
- Jedidiah Cohen kot Rod McCallister, Kevinov starejši bratranec
- Senta Moses kot Tracey McCallister, Kevinova starejša sestrična
- Anna Slotky kot Brook McCallister, Kevinova mlajša sestrična
- Terrie Snell kot Aunt Leslie, žena strica Franka
- Virginia Smith kot Georgette, Kevinova teta, žena strica Roba in mati Heather in Steffana
- Matt Doherty kot Steffan McCallister, Kevinov starejši bratranec
- Ray Toler kot stric Rob McCallister, Kevinov stric, mlajši brat Petra in strica Franka ter oče Heather in Steffana

V filmu se za hip pojavi tudi poslovnež in kasnejši ameriški predsednik Donald Trump. Ta je dovolil snemanje v recepciji Plaza Hotela na Manhattnu, katerega lastnik je bil takrat, pod pogojem, da mu dodelijo drobno vlogo (cameo) v filmu.